# High Rock (Südgeorgien)
Der High Rock (aus dem Englischen übersetzt Hoher Felsen) ist ein 30 m hoher Klippenfelsen vor der Nordküste Südgeorgiens. Er ragt 7 km westnordwestlich des Kap Buller am nördlichen Ende der Welcome Islands aus dem Südatlantik auf.
Wissenschaftler der britischen Discovery Investigations entdeckten ihn im Zuge von Vermessungsarbeiten zwischen 1926 und 1930 und benannten ihn deskriptiv.